# クレムソン駅
クレムソン駅（クレムソンえき、英語：Clemson Station）は、アメリカ合衆国サウスカロライナ州クレムソン タイガー・ブールバード1105にある駅。 全米各地を結ぶ旅客鉄道のアムトラックが乗り入れている。

## 概要
当駅はサザン鉄道により1916年に建設された。当時はカルフーン町であったが、1943年に正式にクレムソン市の一部となった。市議会はノーフォーク・サザン鉄道（サザン鉄道の後継）とアムトラックと協力して、このランドマークを維持することを決定した。クレムソン市は総額325,000ドルの補助金やその他の資金を受け取り、ノーフォーク・サザン鉄道は100,000ドルで市への売却や寄贈に合意した。駅舎の外装は2001年に荷物室内の解体を含め20世紀初頭の外観に復元された。

## 利用可能な鉄道路線／列車
アムトラックの停車する列車は下記の通り。
ニューヨークとニューオーリンズ間の夜行長距離列車クレセント号…1日1往復停車

## バス
当駅から乗車できるバスは以下の通り。
路線バス：クレムソン・エリア・トランジット (Clemson Area Transit)レッド・ルート、セネカ・ルート